# Gérald Neveu
Pour les articles homonymes, voir Neveu.
Gérald Neveu, né à Marseille le 10 août 1921 et mort à Paris (1er) le 1er mars 1960, est un poète français.
« Poète urbain » selon Robert Sabatier, « de Marseille comme Lorca est de Grenade » selon le mot de Léon-Gabriel Gros, Gérald Neveu est intimement lié à sa ville natale, où il fonde en 1950 un groupe de « Poètes de Marseille ».
Mort prématurément, sans qu'on ait pu conclure au suicide ou à l'accident, Gérald Neveu a connu une vie difficile ― marquée par l'amertume, les angoisses, les hospitalisations en psychiatrie et les électrochocs ― qui lui a forgé une réputation de « poète maudit ». Son ami, le poète Jean Malrieu, s'est néanmoins insurgé contre « cette légende de poète maudit alors qu’il n’y a que des sociétés maudites ».

## Biographie
En 1929, à l'école communale, il rencontre Pierre Vitali, qui sera son ami de toujours[réf. nécessaire].
En 1940, il est accueilli en hôpital psychiatrique. L'année suivante il s'engage dans l'armée, avant d'être démobilisé en 1942 et de trouver un travail aux PTT, où un cercle littéraire invite des conférenciers. C'est ainsi qu'il fait la connaissance de Francine Bloch, qui l'introduit à la revue Les Cahiers du Sud[réf. nécessaire].

Il adhère au Parti communiste en 1947. En 1950 il se lie d'amitié avec Jean Malrieu avec lequel il fonde la revue Action Poétique[réf. nécessaire].
Mort à Paris, il est inhumé au cimetière parisien de Thiais[réf. nécessaire].

## Publications
- Les 7 commandements, Didier-Richard, Grenoble, 1963
- Fournaise obscure, préface de Iean Malrieu, Pierre Jean Oswald, Honfleur, 1967
- Une solitude essentielle, Guy Chambelland, Paris, 1973
- Poèmes : 1945-1960, L'Arrière-pays, Auch, 1992
- Comme les loups vont au désir : toujours pour toi, Éditions Comp'act, Seyssel, 1993 (en couverture, portrait de Gérald Neveu par Pierre Ambrogiani)